# Maik Timmermann

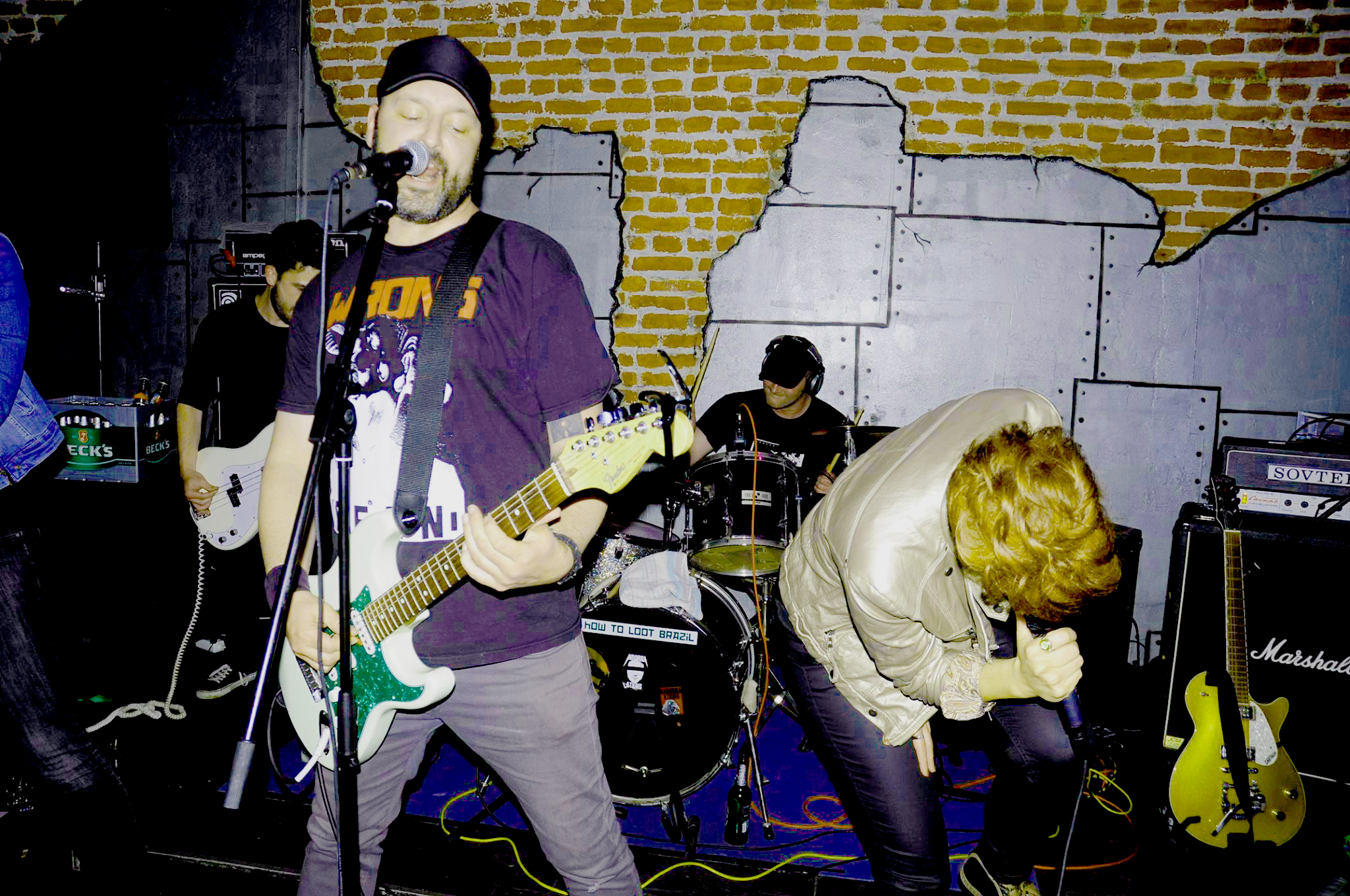
Maik T. bei einem Auftritt mit How To Loot Brazil

Maik Alexander Timmermann (* 19. Februar 1974 in Hamm), Pseudonyme Maik T. und The Leach, ist ein deutscher Musiker, Songwriter, Produzent und DJ sowie zweifacher Gewinner des BMI-Awards.

## Leben
Nach ersten Erfahrungen als Sänger von Mother Killed My Pig, einer Neheimer Punkband, erlernte Timmermann das Bassspielen als Autodidakt und gründete mit seinem Freund Axel Hillebrand im sauerländischen Niederense die Crossover-Band Another Sick Tribe, aus der 2003 Kill Kim Novak, später Andorra Atkins, hervorging. Parallel formierte er mit seinem Schulfreund Daniel Simon die Indierock-Band Som-A-Sault als auch die Post-Hardcore-Band Shellproof.
1998 trat er dem Hip-Hop-Projekt V-Lenz bei und unterstützte das Duo bei seiner ersten Tournee im Vorprogramm von Joachim Witt als Background-Sänger.
1999 zog Timmermann nach Soest und stieg im selben Jahr als Bassist bei der deutschen Indie-Avantgarde-Band Phillip Boa & The Voodooclub ein, wo er bis zu seinem Ausstieg im Jahr 2016 aktiv war.
Währenddessen arbeitete er in seinem Heimstudio beständig an eigenem Material, das er 2007 erstmals als How To Loot Brazil über die Internet-Plattform MySpace vorstellte. Die ersten Demos, eine Melange aus Post-Punk, Electro, Punk und Pop, zogen das Interesse von Frank Popp auf sich, der das Debüt-Album Auto Fister kurzerhand auf seinem Label TV Eye veröffentlichte. Auto Fister und die darauffolgenden Alben erhielten positive Kritiken in in- und ausländischen Blogs und Indie-Fanzines. Trotzdem trennten sich How To Loot Brazil von TV Eye Records und veröffentlichen seitdem ihr komplettes Œuvre ausschließlich digital über das bandeigene Label Look! Mum! No Hit!.
Im Jahr 2011 gewann How To Loot Brazil einen von den Beatsteaks ausgerufenen Cover-Wettbewerb mit der Single Milk & Honey, wodurch er den Soester Produzenten Michael Kersting kennenlernte. Die erste gemeinsame Zusammenarbeit war das Album 200 Tage des Leipziger Künstlers LOT, an dem Timmermann als Songwriter, Bassist und Gitarrist beteiligt war.
2014 schrieb und coproduzierte er zusammen mit Kersting und Tim Kleinrensing das Sondaschule-Album Schön kaputt, ebenso das folgende Werk Schere, Stein, Papier, welche beide direkt in die deutschen Album-Top-Ten einstiegen.
Timmermann ist Co-Autor der mit Platin ausgezeichneten Hit-Single Super Gremlin des amerikanischen Hip-Hop-Künstlers Kodak Black, welche sich 42 Wochen in den amerikanischen Billboard-Charts hielt und bis auf Platz 3 gestiegen ist. Aufgrund dieses Erfolges trug sich Timmermann im Dezember 2022 in das Goldene Buch der Stadt Soest ein. Des Weiteren erhielt er dafür sowohl einen BMI R&B/Hip Hop- als auch BMI London Award.

## Diskografie

### How To Loot Brazil
- 2009: Auto Fister
- 2011: Betamarx
- 2011: City of Dead Plums EP
- 2012: Dead-Eyed Monkeys
- 2012: Eurodance Legacy
- 2013: F for Vortex
- 2018: Gods Of Disco Hand Claps
- 2020: Hell Is Other People
- 2022: International Midi Thrill
- 2024: Joy To Be Had
- 2025: Krautpleaser

### Phillip Boa & The Voodooclub
- 2000: My Private War
- 2005: Decadence & Isolation
- 2007: Faking to Blend In
- 2012: Loyalty
- 2014: Bleach House
- 2016: Blank Expression – A History of Singles…
- 2017: Reduced! – A More or Less Acoustic Performance

### LOT
- 2015: 200 Tage
- 2017: Der Plan ist über’s Meer

### Sondaschule
- 2015: Schön kaputt
- 2017: Schere, Stein, Papier